# S-box del Rijndael
L'S-box è utilizzata nell'algoritmo crittografico Rijndael (alias AES).

## L'S-box
|    | 00 | 01 | 02 | 03 | 04 | 05 | 06 | 07 | 08 | 09 | 0a | 0b | 0c | 0d | 0e | 0f |
| -- | -- | -- | -- | -- | -- | -- | -- | -- | -- | -- | -- | -- | -- | -- | -- | -- |
| 00 | 63 | 7c | 77 | 7b | f2 | 6b | 6f | c5 | 30 | 01 | 67 | 2b | fe | d7 | ab | 76 |
| 10 | ca | 82 | c9 | 7d | fa | 59 | 47 | f0 | ad | d4 | a2 | af | 9c | a4 | 72 | c0 |
| 20 | b7 | fd | 93 | 26 | 36 | 3f | f7 | cc | 34 | a5 | e5 | f1 | 71 | d8 | 31 | 15 |
| 30 | 04 | c7 | 23 | c3 | 18 | 96 | 05 | 9a | 07 | 12 | 80 | e2 | eb | 27 | b2 | 75 |
| 40 | 09 | 83 | 2c | 1a | 1b | 6e | 5a | a0 | 52 | 3b | d6 | b3 | 29 | e3 | 2f | 84 |
| 50 | 53 | d1 | 00 | ed | 20 | fc | b1 | 5b | 6a | cb | be | 39 | 4a | 4c | 58 | cf |
| 60 | d0 | ef | aa | fb | 43 | 4d | 33 | 85 | 45 | f9 | 02 | 7f | 50 | 3c | 9f | a8 |
| 70 | 51 | a3 | 40 | 8f | 92 | 9d | 38 | f5 | bc | b6 | da | 21 | 10 | ff | f3 | d2 |
| 80 | cd | 0c | 13 | ec | 5f | 97 | 44 | 17 | c4 | a7 | 7e | 3d | 64 | 5d | 19 | 73 |
| 90 | 60 | 81 | 4f | dc | 22 | 2a | 90 | 88 | 46 | ee | b8 | 14 | de | 5e | 0b | db |
| a0 | e0 | 32 | 3a | 0a | 49 | 06 | 24 | 5c | c2 | d3 | ac | 62 | 91 | 95 | e4 | 79 |
| b0 | e7 | c8 | 37 | 6d | 8d | d5 | 4e | a9 | 6c | 56 | f4 | ea | 65 | 7a | ae | 08 |
| c0 | ba | 78 | 25 | 2e | 1c | a6 | b4 | c6 | e8 | dd | 74 | 1f | 4b | bd | 8b | 8a |
| d0 | 70 | 3e | b5 | 66 | 48 | 03 | f6 | 0e | 61 | 35 | 57 | b9 | 86 | c1 | 1d | 9e |
| e0 | e1 | f8 | 98 | 11 | 69 | d9 | 8e | 94 | 9b | 1e | 87 | e9 | ce | 55 | 28 | df |
| f0 | 8c | a1 | 89 | 0d | bf | e6 | 42 | 68 | 41 | 99 | 2d | 0f | b0 | 54 | bb | 16 |

L'S-box è generata determinando l'inverso moltiplicativo di un numero appartenente al campo finito del Rijndael (lo zero, che non ha inversi, è impostato a zero). L'inverso moltiplicativo è poi trasformato usando la seguente trasformazione affine:
{\displaystyle {\begin{bmatrix}1&0&0&0&1&1&1&1\\1&1&0&0&0&1&1&1\\1&1&1&0&0&0&1&1\\1&1&1&1&0&0&0&1\\1&1&1&1&1&0&0&0\\0&1&1&1&1&1&0&0\\0&0&1&1&1&1&1&0\\0&0&0&1&1&1&1&1\end{bmatrix}}{\begin{bmatrix}x_{0}\\x_{1}\\x_{2}\\x_{3}\\x_{4}\\x_{5}\\x_{6}\\x_{7}\end{bmatrix}}+{\begin{bmatrix}1\\1\\0\\0\\0\\1\\1\\0\end{bmatrix}}}
dove [x0, ..., x7] è l'inverso moltiplicativo espresso come vettore.
La moltiplicazione di matrici può essere calcolata con il seguente algoritmo:
1. immagazzinare l'inverso moltiplicativo del numero di ingresso in 2 variabili temporanee ad 8 bit senza segno s e x;
2. ruotare s di 1 bit a sinistra; se il valore di s aveva il bit più alto (l'ottavo da destra) impostato a "1", impostare il bit più basso di s ad "1", altrimenti a "0";
3. OR esclusivo fra x ed s, immagazzinando il risultato in x;
4. per 3 iterazioni: ripetere i punti 2. e 3. (i punti 2. e 3. saranno eseguiti 4 volte in totale);
5. x conterrà adesso il risultato della moltiplicazione

Le colonne sono determinate dal nibble meno significativo, le righe sono determinate dal nibble più significativo. Ad esempio, il valore 0x9a è convertito in 0xb8. Da notare che l'inverso moltiplicativo di 0x00 è definito come sé stesso.

## S-box invertita
|    | 00 | 01 | 02 | 03 | 04 | 05 | 06 | 07 | 08 | 09 | 0a | 0b | 0c | 0d | 0e | 0f |
| -- | -- | -- | -- | -- | -- | -- | -- | -- | -- | -- | -- | -- | -- | -- | -- | -- |
| 00 | 52 | 09 | 6a | d5 | 30 | 36 | a5 | 38 | bf | 40 | a3 | 9e | 81 | f3 | d7 | fb |
| 10 | 7c | e3 | 39 | 82 | 9b | 2f | ff | 87 | 34 | 8e | 43 | 44 | c4 | de | e9 | cb |
| 20 | 54 | 7b | 94 | 32 | a6 | c2 | 23 | 3d | ee | 4c | 95 | 0b | 42 | fa | c3 | 4e |
| 30 | 08 | 2e | a1 | 66 | 28 | d9 | 24 | b2 | 76 | 5b | a2 | 49 | 6d | 8b | d1 | 25 |
| 40 | 72 | f8 | f6 | 64 | 86 | 68 | 98 | 16 | d4 | a4 | 5c | cc | 5d | 65 | b6 | 92 |
| 50 | 6c | 70 | 48 | 50 | fd | ed | b9 | da | 5e | 15 | 46 | 57 | a7 | 8d | 9d | 84 |
| 60 | 90 | d8 | ab | 00 | 8c | bc | d3 | 0a | f7 | e4 | 58 | 05 | b8 | b3 | 45 | 06 |
| 70 | d0 | 2c | 1e | 8f | ca | 3f | 0f | 02 | c1 | af | bd | 03 | 01 | 13 | 8a | 6b |
| 80 | 3a | 91 | 11 | 41 | 4f | 67 | dc | ea | 97 | f2 | cf | ce | f0 | b4 | e6 | 73 |
| 90 | 96 | ac | 74 | 22 | e7 | ad | 35 | 85 | e2 | f9 | 37 | e8 | 1c | 75 | df | 6e |
| a0 | 47 | f1 | 1a | 71 | 1d | 29 | c5 | 89 | 6f | b7 | 62 | 0e | aa | 18 | be | 1b |
| b0 | fc | 56 | 3e | 4b | c6 | d2 | 79 | 20 | 9a | db | c0 | fe | 78 | cd | 5a | f4 |
| c0 | 1f | dd | a8 | 33 | 88 | 07 | c7 | 31 | b1 | 12 | 10 | 59 | 27 | 80 | ec | 5f |
| d0 | 60 | 51 | 7f | a9 | 19 | b5 | 4a | 0d | 2d | e5 | 7a | 9f | 93 | c9 | 9c | ef |
| e0 | a0 | e0 | 3b | 4d | ae | 2a | f5 | b0 | c8 | eb | bb | 3c | 83 | 53 | 99 | 61 |
| f0 | 17 | 2b | 04 | 7e | ba | 77 | d6 | 26 | e1 | 69 | 14 | 63 | 55 | 21 | 0c | 7d |

L'S-box invertita è semplicemente l'S-box eseguita alla rovescia: ad esempio, l'S-box invertita di 0xdb è 0x9f. Viene calcolata computando prima la trasformazione affine inversa del valore di ingresso e poi l'inverso moltiplicativo. La trasformata affine inversa è definita come segue:
{\displaystyle {\begin{bmatrix}0&0&1&0&0&1&0&1\\1&0&0&1&0&0&1&0\\0&1&0&0&1&0&0&1\\1&0&1&0&0&1&0&0\\0&1&0&1&0&0&1&0\\0&0&1&0&1&0&0&1\\1&0&0&1&0&1&0&0\\0&1&0&0&1&0&1&0\end{bmatrix}}{\begin{bmatrix}x_{0}\\x_{1}\\x_{2}\\x_{3}\\x_{4}\\x_{5}\\x_{6}\\x_{7}\end{bmatrix}}+{\begin{bmatrix}1\\0\\1\\0\\0\\0\\0\\0\end{bmatrix}}}

## Specifiche progettuali
L'S-box del Rijndael è stata progettata specificatamente per risultare resistente alla crittoanalisi differenziale e lineare: ciò si è ottenuto minimizzando la correlazione tra le trasposizioni lineari di bit di input/output ed al tempo stesso minimizzando la probabilità di far propagare una differenza. Inoltre, per irrobustire dell'S-box contro gli attacchi algebrici è stata aggiunta la trasformazione affine.
Nel caso si sospetti la presenza di una trap door all'interno del cifrario, l'S-box corrente può essere sostituita da un'altra. Gli autori affermano che la struttura del cifrario Rijndael dovrebbe offrire abbastanza resistenza alla crittoanalisi lineare e differenziale da resistere a questi tipi di attacco anche se venisse utilizzata una S-box che presentasse o una correlazione "media" o la propagazione di differenze.

## Una equazione alternativa per la Trasformazione Affine
Una equazione alternativa per la trasformazione affine è:
{\displaystyle b'_{i}=b_{i}\oplus b_{(i+4)mod8}\oplus b_{(i+5)mod8}\oplus b_{(i+6)mod8}\oplus b_{(i+7)mod8}\oplus c_{i}}
dove b', b e c sono matrici ad 8 bit e c è "01100011".

### Implementazioni
Quella che segue è un'implementazione in Java del precedente algoritmo:
```
public
  
static
 
boolean
[]
  
affineX
 
(
boolean
[]
  
bprime
,
 
boolean
[]
  
b
,
 
boolean
[]
  
c
)
 
{
	

	
for
 
(
int
  
j
=
0
;
 
j
<
8
;
 
j
++
)
 
{

		
bprime
[
 
j
 
]
   
=
   
b
[
 
j
 
]
 
^
 
b
[
 
(
j
+
4
)
%
8
 
]
;

		
bprime
[
 
j
 
]
  
^=
   
b
[
  
(
j
+
5
)
%
8
 
]
;

		
bprime
[
 
j
 
]
  
^=
   
b
[
  
(
j
+
6
)
%
8
 
]
;

		
bprime
[
 
j
 
]
  
^=
   
b
[
  
(
j
+
7
)
%
8
 
]
;

		
bprime
[
 
j
 
]
  
^=
   
c
 
[
 
j
 
]
;

	
}

	
return
  
bprime
;

}

```